# José Pachuca
José Rodrigo Pachuca Martínez (ur. 24 lipca 2005 w Acapulco) – meksykański piłkarz występujący na pozycji środkowego obrońcy, od 2024 roku zawodnik Puebli.